# 阿爾戈利斯州
阿爾戈利斯州（希臘語：Αργολίδα；aɾɣo̞ˈliða；古希臘語、正統希臘語：Ἀργολίς），是希臘伯羅奔尼撒大區的一個州，位於伯羅奔尼撒半島東部，東為萨罗尼科斯湾，南為阿尔戈利斯湾。面積2,154.309平方公里，2001年人口108,636人。首府納夫普利翁。
下分14市、2鎮。